# Terc-Butil-etil-éter
A terc-butil-etil-éter (ETBE) egy oxigéntartalmú üzemanyag-adalék, melyet leginkább a benzin nyersolajból történő előállításakor használnak. Az ETBE minőségi tulajdonságai ugyanolyanok vagy jobbak, mint az etanolé, szállítása azonban kevesebb kihívással jár. Az etanoltól eltérően az ETBE nem növeli a benzin párolgását – ami a szmog egyik okozója –, és nem köti meg a légkör nedvességtartalmát.

## Előállítása
ETBE-t etanol és izobutilén keverékének katalizátor fölött, melegítés hatására lejátszódó reakciójával állítanak elő.
A fermentációval és desztillációval előállított etanol sokkal drágább mint a metanol, mely a földgázból állítható elő. Így a metanolból előállított MTBE olcsóbb, mint az etanol alapú ETBE.

## Fordítás
- Ez a szócikk részben vagy egészben  az   Ethyl tert-butyl ether című angol Wikipédia-szócikk fordításán alapul.  Az eredeti cikk szerkesztőit annak laptörténete sorolja fel. Ez a jelzés csupán a megfogalmazás eredetét és a szerzői jogokat jelzi, nem szolgál a cikkben szereplő információk forrásmegjelöléseként.

## Külső hivatkozások
- EFOA* Archiválva 2017. október 26-i dátummal a Wayback Machine-ben
- EC Joint Research Centre ETBE risk uel Quality Directive Impact Assessment[halott link]
- An assessment of the impact of ethanol-blended petrol on the total NMVOC emission from road transport in selected countries